# میرزا عباس یزدی
میرزا عباس یزدی  از سیاستمداران ایرانی بود، که در  دوره سوم بعنوان نماینده یزد در مجلس شورای ملی حضور داشت.